# Jack Cropp
John Urquhart Cropp, detto Jack (Hokitika, 23 maggio 1927 – 25 giugno 2016), è stato un velista neozelandese.

## Palmarès

### Olimpiadi
- 1 medaglia:
  - 1 oro (Melbourne 1956 nella classe Sharpie)